# Bruce Murray
Bruce Murray (Germantown, 25 gennaio 1966) è un ex calciatore ed ex giocatore di calcio a 5 statunitense.

## Carriera
La sua carriera di calciatore nel periodo del college lo ha fatto entrare nel College Team of the Century da parte della rivista Soccer America Magazine. In Europa ha giocato sia in Svizzera che nelle squadre inglesi del Millwall FC e dello Stockport County. Con la nazionale statunitense ha esordito nel 1985 ed ha chiuso la carriera nel 1993 collezionando 86 presenze e 21 reti, partecipando al torneo di calcio ai Giochi della XXIV Olimpiade ed alle qualificazioni ad Italia 1990, alla fase finale del mondiale ha disputato tutte e tre le partite della nazionale statunitense.
Con la nazionale di calcio a 5 degli Stati Uniti ha disputato il FIFA Futsal World Championship 1989 concluso dalla selezione statunitense al terzo posto.

## Palmarès

### Nazionale
- Gold Cup: 1

1991

### Individuale
- Capocannoniere della Coppa re Fahd: 1

1992 (2 gol)